# ステイ・フレンズ
『ステイ・フレンズ』（原題: Friends with Benefits）は、2011年にアメリカ合衆国で公開されたロマンティック・コメディ映画。

## キャスト
ディラン・ハーパー
演 - ジャスティン・ティンバーレイク、日本語吹替 - 浪川大輔
ロサンゼルス出身の敏腕アートディレクター。GQに転職。
ジェイミー・レリス
演 - ミラ・クニス、日本語吹替 - 斉藤梨絵
ニューヨークの人材コンサルタント（ヘッドハンター）。
ローナ
演 - パトリシア・クラークソン、日本語吹替 - 藤田淑子
ジェイミーの母。奔放で男関係がルーズ。
アニー
演 - ジェナ・エルフマン、日本語吹替 - 葛城七穂
ディランの姉。
パーカー
演 - ブライアン・グリーンバーグ（ほぼカメオ出演）、日本語吹替 - 松本忍
ジェイミーのデート相手。医師。
ハーパー氏
演 - リチャード・ジェンキンス、日本語吹替 - 小島敏彦
ディランとアニーの父。元ロサンゼルス・タイムズ記者。アルツハイマーを患っている。
トミー
演 - ウディ・ハレルソン、日本語吹替 - 内田直哉
ディランの同僚。フォントにこだわるスポーツエディター。ゲイ。
ケイラ
演 - エマ・ストーン（ほぼカメオ出演）、日本語吹替 - 田村睦心
ディランの前の恋人。ジョン・メイヤーの大ファン。
サミー
演 - ノーラン・グールド
アニーの息子。ディランの甥。
アイラ・アンガーライダー
演 - クリストファー・T・ウッド、日本語吹替 - 杉村憲司
ジェイミーの会社の上司。
クインシー
演 - アンディ・サムバーグ（ほぼカメオ出演）、日本語吹替 - 村田太志
ジェイミーの前の恋人。アレルギー体質。
ダリン・アートゥーロ・モレーナ
演 - マシ・オカ（カメオ出演）、日本語吹替 - 後藤ヒロキ
ディランと飛行機の席で隣り合わせた男。
マディソン
演 - ラシダ・ジョーンズ（ほぼカメオ出演）
ジェイミーの好きな恋愛映画のヒロイン。
ブライス
演 - ジェイソン・シーゲル（ほぼカメオ出演）、日本語吹替 - 遠藤大智
ジェイミーの好きな恋愛映画のヒロインの相手役。
ショーン・ホワイト
演 - 本人（ほぼカメオ出演）、日本語吹替 - 加藤拓二
プロ・スノーボーダー。ジェイミーの友人。ディランを必要以上に敵視している。
デイブ
演 - ニック・リー（カメオ出演）、日本語吹替 - 江藤博樹
ディランの隣人。ディランに留守中父の世話を任せられる。

## 製作
グラックはかねてよりティンバーレイクとキュニスとともに仕事をすることを望んでおり、脚本を彼ら向けに脚色した。またグラックにはキャサリン・ヘプバーンとスペンサー・トレイシーの一連の映画を現代に再現するという狙いがあった。
撮影は2010年7月13日にニューヨークで始まり、2010年9月にロサンゼルスで終わった。

## 宣伝
2010年11月5日に年齢制限付き予告編が、2011年3月16日に劇場用予告編が公開された。後者はYouTubeで公開されると、48時間のうちに100万回以上の再生を集め、その日YouTubeで最も再生された動画の2位、「映画」カテゴリの1位となった。

## 評価
本作は批評家から概ね高い評価を得た。Rotten Tomatoesは100個のレビューのうち68%が本作を支持し、評価の平均は6.4/10、批評家の総意は「『ステイ・フレンズ』がお決まりのロマンティック・コメディの常道に付加する目新しいものは何もないが、ジャスティン・ティンバーレイクとミラ・クニスのケミストリはほとんどそれだけで映画を支えるのに十分である」と報告している。Metacriticは36個の批評に基づき、63/100という「広く好意的な評価」の加重平均値を示している。